# Gagea fedtschenkoana
Gagea fedtschenkoana är en liljeväxtart som beskrevs av Adolf Adolph A. Pascher. Gagea fedtschenkoana ingår i Vårlökssläktet och i familjen liljeväxter. Inga underarter finns listade.